# Lữ đoàn Bộ binh 31 Úc
Lữ đoàn Bộ binh 31 được quân đội Úc hình thành trong thế chiến thứ hai. Lữ đoàn được thành lập vào tháng 2 năm 1942, như là một phần của sư đoàn 1 thuộc dân quân tự vệ. Lữ đoàn bị giải tán vào ngày 27 thán 8 năm 1942.

## Biên chế
Tiểu đoàn Bộ binh 1 Úc
Tiểu đoàn Bộ binh 45 Úc (từ ngày 11 tháng 2 năm 1942)
Tiểu đoàn Bộ binh 48 Úc (từ ngày 8 tháng 5 năm 1942 đến ngày 2 tháng 6 năm 1942)